# پرچم آبخاز
پرچم آبخاز در ۲۳ ژوئیه ۱۹۹۲ پذیرفته شد.